# Napasoq
Napasoq (antigament escrit: Napassoq/Napâssoq) és un assentament en una illa del municipi de Groenlàndia de Qeqqata. Es troba en el litoral del l'Estret de Davis, el 2010 tenia 85 habitants.

## Població
Napasoq és l'assentament humà més petit del municipi i ha anat perdent població en els darrers dos desenis.